# نادي تنريفه

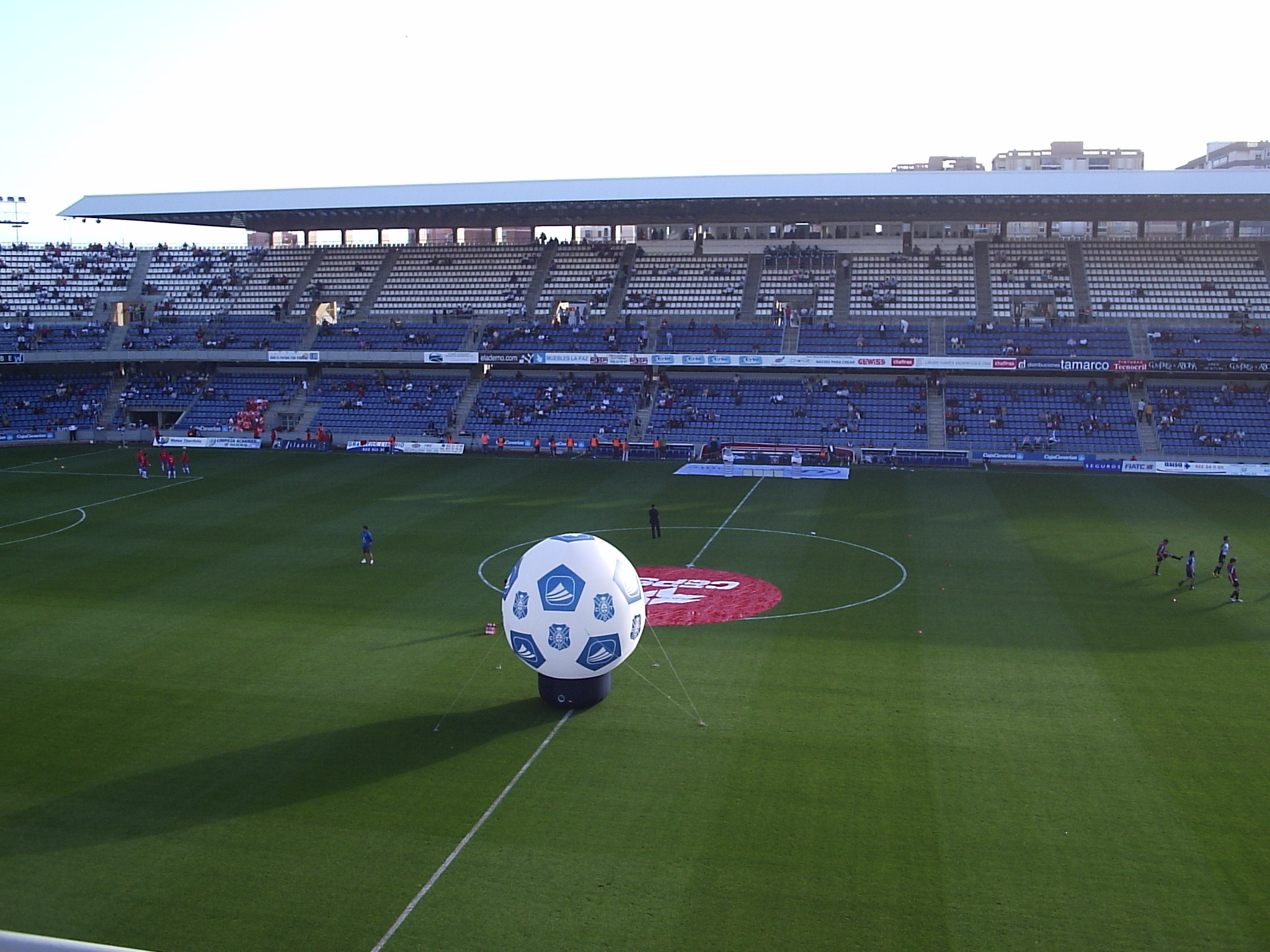
الملعب

نادي ديبورتيفو تِنِرِيفِه لكرة القدم (بالإسبانية: Club Deportivo Tenerife, S.A.D.)‏ نادي كرة قدم إسباني مقره في مدينة سانتا كروث دي تنريفه.